# Kathrin R. Hotowetz
Kathrin R. Hotowetz (* 1965) ist eine deutsche Schriftstellerin. Als regionale Krimi-, Mystery- und Fantasy-Autorin lässt sie ihre Romane hauptsächlich im Harz handeln. Daneben gehen begleitende Projekte im Rahmen des Kultur- und Literaturtourismus in der Harzregion auf sie zurück, darunter die Kultur- und Wandertour „Im Schatten der Hexen“ mit über 100 Stempelstellen an verschiedenen Sehenswürdigkeiten und „Das versunkene Heiligtum“ zu fast vergessenen Kultstätten.

## Leben

Stempelstelle „Im Schatten der Hexen LI. Schloss Wernigerode“ nach der Romanreihe von Kathrin R. Hotowetz

Nach dem Schulbesuch in Halberstadt studierte sie an der Hochschule Harz und erlangte den Abschluss als Agraringenieurin. Durch den Erwerb und Ausbau einer bei  Halberstadt gelegenen historischen Mühle und ihr Interesse für Heilkräuter wurde sie nach eigener Aussage zum Schreiben ihres Erstlingswerks, des Romans Im Schatten der Hexen, angeregt, der 2011 im von ihr gemeinsam mit Axel Steinbach gegründeten Geistmühle Verlag erschien. Der Bestsellererfolg als „Harzbuch des Jahres“ 2012 ermutigte sie, diesem Roman eine Reihe abgeschlossener, fortführender Thriller mit Bezug zum Harz und den damit verbundenen mystischen Geschichten und der Hexentradition rund um den als Blocksberg schlechthin bekannten Brocken, folgen zu lassen. Die Premiere ihres zweiten Romans fand 2012 im Rathaus Halberstadt statt.
2013 wurde das MDR Fernsehen auf sie aufmerksam, das die Fernsehsendung Sagenhaft – Der Harz mit Axel Bulthaupt ausstrahlte, den sie zu Schauplätzen aus ihren Büchern führte. 2013, 2014 und 2017 war sie auch aktive Teilnehmerin des Mordsharz-Festivals.
Seit 2014 ist Hotowetz hauptberuflich freischaffende Schriftstellerin und mit dem Verlag auch auf der Leipziger Buchmesse vertreten. Das Verlagsprogramm erweiterte sie u. a. durch die Buchreihe Harzer Krimi Almanach, die verschiedene mystische Kamingeschichten über Brauchtum, Heilkräuter, Sagen und historische Begebenheit sowie kulturhistorischen Plätze im Harz zu Anlässen wie Walpurgisnacht, Sommersonnenwende und Halloween enthält.
2016 entstand auf dem Tierpark Hexentanzplatz in Thale eine „Adventure Golf“-Anlage mit 20 großen Holzfiguren aus ihrer Romanreihe „Im Schatten der Hexen“. Im darauffolgenden Jahr kam die Romanreihe mit dem TheaterNatur-Projekt von Regisseur Janek Liebetruth auf die Harzer Waldbühne in Benneckenstein.

„Das versunkene Heiligtum“ am Klusfelsen nach dem gleichnamigen Roman von Kathrin R. Hotowetz

2018 startete sie in Zusammenarbeit mit der „Wernigeröder Schlossbahn“ die „Harz Krimi & Mystery Tour“ - „Im Schatten der Hexen“ mit einem Oldtimer-Alpenpanoramabus.
2019 initiierte Hotowetz in Kooperation mit der Harzer Wandernadel das Projekt „Wandern im Schatten der Hexen“ mit 111 Stempelstellen an Schauplätzen ihrer Romane in der Harzregion übergreifend in drei Bundesländern. Im gleichen Jahr las sie im Rahmen des Krimimarathon Berlin-Brandenburg und gestaltete einen Abend zu ihren Büchern in der Ständigen Vertretung des Landes Sachsen-Anhalt in Berlin.
Der US-Doku-Sender Travel Channel engagierte die Autorin im Oktober 2019 für ein TV-Projekt zu mystischen Kultplätzen im Harz, da sich „…Kathrin Hotowetz[,] besonders gut auskennt. Sie ist die Autorin der Roman-Reihe „Im Schatten der Hexen“ und spielt eine Hauptrolle in dem Film. Aufgrund der Bekanntheit, die ihre Bücher mittlerweile erreicht haben, sind Mitarbeiter des US-Fernsehsenders auf sie aufmerksam geworden.“
In Zusammenarbeit mit den Städten Wernigerode, Thale, Halberstadt und in Anlehnung ihres gleichnamigen Romans wird von ihr seit 2020 das kulturtouristische Projekt „Das versunkene Heiligtum“ betrieben.

## Schriften (Auswahl)
- Im Schatten der Hexen. Geistmühle Verlag, Halberstadt 2011.
- Mitternachtszyklus. Geistmühle Verlag, Halberstadt 2016.
- Mittsommer. Geistmühle Verlag, Halberstadt 2017. ISBN 978-3-943455-02-1
- Kamingeschichten aus der Geistmühle – zur Weihnachtszeit. 2. Aufl., Geistmühle Verlag, Halberstadt 2017. ISBN 978-3-943455-12-0
- Hexenring. Ein mystischer Harz-Krimi. Geistmühle Verlag, Halberstadt 2018. ISBN 978-3-943455-08-3
- Das versunkene Heiligtum. Ein mystischer Harzthriller. Geistmühle Verlag, Halberstadt 2018. ISBN 978-3-943455-25-0
- Halloween: Kamingeschichten aus der Geistmühle. Geistmühle Verlag, Halberstadt 2019. ISBN 978-3-943455-52-6
- Walpurgisnacht: Kamingeschichten aus der Geistmühle. Geistmühle Verlag, Halberstadt 2019. ISBN 978-3-943455-62-5
- (Mitautorin): Axel Steinbach (Hrsg.): Mystische Plätze – magische Pflanzen rund um den Harz. Geistmühle Verlag, Halberstadt 2020. ISBN 978-3-943455-49-6
- Das Vermächtnis der Wälder. Geistmühle Verlag, Halberstadt 2021. ISBN 978-3-943455-77-9
- (mit Simone Detto): Mystische Nächte magische Rituale. Die Raunächte – eine Reise durch die Rau(ch)nächte. Geistmühle Verlag, Halberstadt 2021. ISBN 978-3-943455-43-4
- (mit Simone Detto): Mystische Plätze – Magische Pflanzen. Geistmühle Verlag, Halberstadt 2021. ISBN 978-3-943455-49-6
- (mit Axel Steinbach): Urlaub im Schatten der Hexen. Ein informativer Ideengeber für Ihren fantastischen, mystischen Harzurlaub nach den Bestsellern „Im Schatten der Hexen“. Geistmühle Verlag, Halberstadt 2022. ISBN 978-3-943455-87-8
- (mit Axel Steinbach): Wandern im Schatten der Hexen. Mystische Plätze – Mystische Pfade im Harz. Geistmühle Verlag, Halberstadt 2024. ISBN 978-3-943455-88-5

## Auszeichnungen
- 2012: „Harzbuch des Jahres“ für ihren ersten Roman Im Schatten der Hexen – Hexenring, ausgezeichnet durch „Hexe - das Harzmagazin“.
- 2021: „Persönlichkeit des Jahres“ der Stadt Halberstadt[12]
- 2023: Eintrag in das Goldene Buch der Stadt Halberstadt.[13]